# Kinapril
A kinapril prodrug, ami aktív metabolittá, kinapriláttá alakul hidrolízis útján, ami az angiotenzin-konvertáló-enzim (ACE) hatékony inhibitora a plazmában és a szövetekben. Az ACE az angiotenzin-I átalakítását katalizálja erősen vazokonstriktor angiotenzin-II-vé. Az ACE gátlása csökkenti a vasokonstriktor hatással bíró angiotenzin-II koncentrációját, és az aldoszteron-elválasztást. A bradykinin metabolizmusát is valószínűleg gátolja. A klinikai vizsgálatokban a kinapril nem befolyásolta a lipid anyagcserét és a glükóz metabolizmust. A kinapril csökkenti a teljes perifériás ellenállást és az arteria renalis ellenállását.
Nincs klinikailag szignifikáns hatása a renális vérátáramlásra vagy a glomerulus filtrációra. A kinaprilát csökkenti mind a fekvő, mind az ülő, mind az álló helyzetben a vérnyomást. Az ajánlott adag a csúcshatást 2-4 óra alatt éri el.  A maximális vérnyomáscsökkentő hatás egyes betegekben 2-4 hetes kezelés után alakul ki. A bal kamra hypertrophia csökkenését figyelték meg kinaprillal hipertóniás állatmodelleken. A morbiditási/mortalitási adatok még nem állnak rendelkezésre.

## Készítmények
- Accupril
- Accupro
- Accuzide
- Acugen